# Vitaby
Vitaby – miejscowość (tätort) w Szwecji, w regionie administracyjnym (län) Skania, w gminie Simrishamn.
Według danych Szwedzkiego Urzędu Statystycznego liczba ludności wyniosła: 351 (31 grudnia 2015), 345 (31 grudnia 2018) i 352 (31 grudnia 2019).